# Marco Haurélio
Marco Haurélio Fernandes Farias, também conhecido como Marco Haurélio, (Riacho de Santana, 15 de julho de 1974) é um escritor, professor e pesquisador da literatura de cordel e do folclore brasileiro.

## Biografia
Nascido em Ponta da Serra, localidade rural então pertencente ao município de Riacho de Santana, hoje Igaporã, desde cedo travou contato com a cultura espontânea e com as histórias tradicionais narradas pela avó Luzia Josefina de Farias (1910-1983). Em 1986, com 11 anos de idade, mudou-se para Serra do Ramalho, Bahia, onde seguiu seus estudos até concluir o Magistério, em 1992. Em 2001, ingressou no curso de Letras da Universidade do Estado da Bahia (UNEB), Campus VI - Caetité, apresentando, como trabalho de conclusão de curso, uma monografia sobre os motivos populares na poética de Tom Zé. Em 2005, depois de concluído o curso, se fixou em São Paulo, ocasião em que escreveu o folheto Nordeste, terra de bravos.
Juntando as memórias de infância à experiência como professor do Ensino Fundamental, iniciou, em 2005, ainda na Bahia, a recolha da tradição oral, com o objetivo de preservá-la e salvaguardá-la. Desta experiência, nasceram os livros Contos folclóricos brasileiros (2010), Contos e Fábulas do Brasil (2011), Lá detrás daquela serra (2013), Vozes da tradição (2018), Contos encantados do Brasil (2022) e Vamos todos cirandar (2025). Parte de sua pesquisa foi realizada em parceria com a artista plástica e xilogravadora Lucélia Borges, com quem é casado.
Na capital paulista, trabalhou como editor na Luzeiro, entre 2005 e 2007, e depois na editora Nova Alexandria, onde coordena, desde 2007, a Coleção Clássicos em Cordel, pela qual lançou A Megera Domada (versão da peça clássica de William Shakespeare)  e O Conde de Monte Cristo, baseado no romance de Alexandre Dumas. Além de idealizador das coleções Fábulas do Brasil em Cordel, da editora LeYa, Cordel na Estante, da Editora de Cultura, é coordenador da coleção Volta ao Mundo Falando Português (Estrela Cultural) e Cordéis Antológicos (Nova Alexandria. Colabora, eventualmente, com o Centro de Estudos Ataíde Oliveira, da Universidade do Algarve, Faro, Portugal, sendo uma das referências para o monumental Catálogo dos Contos Tradicionais Portugueses, de autoria de Isabel Cardigos e Paulo Correia.

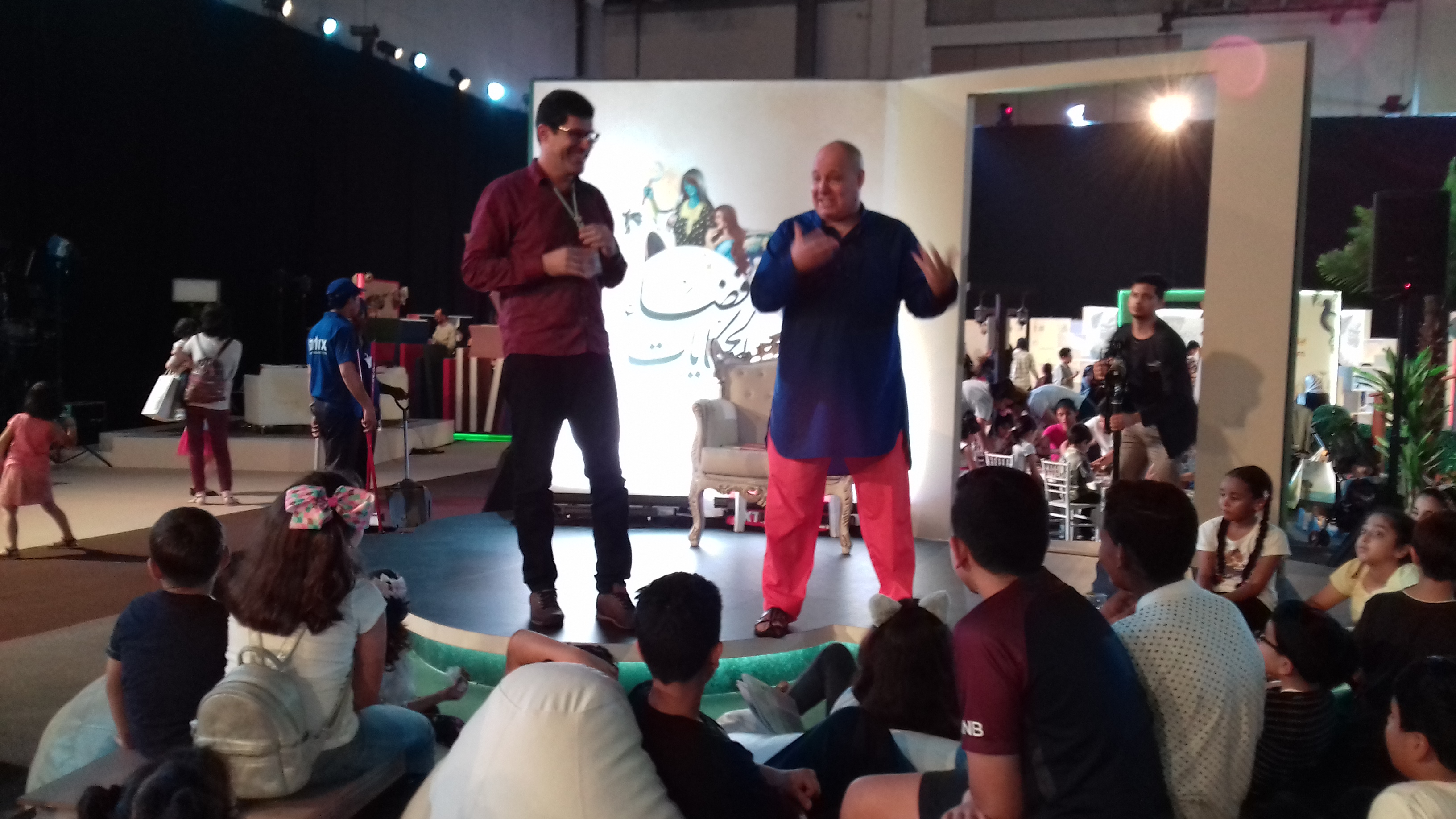
Marco Haurélio e Némer Salamúm contam histórias em Sharjah (Emirados Árabes Unidos)

Com vários livros e folhetos de cordel editados, profere palestras e ministra oficinas sobre a literatura de cordel e o folclore brasileiro em espaços culturais, feiras de livro e escolas.  Representou o Brasil, ao lado de Antônio Barreto e Edilene Matos, no Encontro Internacional de Poetas, ocorrido em Assunción, Paraguai, em 2010. Vários de seus livros foram selecionados por programas de governo, como o Programa Nacional Biblioteca da Escola e PNLD Literário, do Ministério da Educação, Apoio ao Saber e Salas de Leitura, do Estado de São Paulo, Minha Biblioteca, da prefeitura paulistana, Leitura para a Cidadania (Paulus Editora), Itaú Social e para composição do acervo da Biblioteca Nacional. Em 2016, atuou como consultor e autor dos cordéis da telenovela Velho Chico, da Rede Globo de Televisão, escrita por Edmara Barbosa e Bruno Barbosa Luperi, no  ar em 2016, com direção de Luiz Fernando Carvalho. No mesmo ano, foi curador, com Arlene Holanda, do Espaço do Cordel e do Repente na Bienal Internacional do Livro de São Paulo, repetindo a experiência em 2018. Na mesma Bienal, a convite do Institute for Heritage de Sharjah, país convidado de honra do evento, participou de um painel sobre Contos Folclóricos do Brasil e do Mundo Árabe, ao lado do eminente folclorista Abdulaziz Al-Mussalam. Em setembro deste mesmo ano, participou, ainda a convite do Institute for Heritage, do International Narrator Forum de Sharjah (Emirados Árabes Unidos), ao lado de sua esposa, a xilogravadora e contadora de histórias Lucélia Borges. Ainda em 2018, foi curador do projeto Encontro com o Cordel®, realizado pelo SESC 24 de Maio, em São Paulo, com presença de  Antonio Nóbrega, J. Borges, Auritha Tabajara, Lucélia Borges e dezenas de cordelistas e gravadores. Desde 2023, é um dos curadores da exposição Vidas em Cordel, do Museu da Pessoa, que já percorreu várias cidades brasileiras. Em 2024, obteve o título de mestre em Teoria e História Literária pela Universidade Estadual de Campinas (Unicamp) com a dissertação O fio e a meada: classificação sistemática e uma história cultural da literatura de cordel.

## Prêmios e indicações
Em 2010, o livro O Conde de Monte Cristo, versão em cordel do romance de Alexandre Dumas, foi uma das obras ganhadoras do Prêmio Mais Cultura de Literatura de Cordel 2010, do Ministério da Cultura, na categoria Produção (livros e CDs). Em 2017, sua obra Cordéis de arrepiar: Europa (Editora IMEPH) tornou-se finalista do mais importante prêmio literário do Brasil, o Prêmio Jabuti, na categoria Adaptação, na edição 2017. No mesmo ano, foi contemplado com o Troféu Baobá, criado pelo coletivo Línguas Encantadas e Encantantes e dedicado aos contadores de histórias e pesquisadores da tradição oral. Seus livros O Encontro da Cidade Criança com o Sertão Menino (Editora do Brasil) e A Jornada Heroica de Maria (Melhoramentos)  foram premiados com o selo Cátedra-Unesco, edições de 2018 e 2019, concedido pelo PUC-Rio. Em 2023, o livro Contos encantados do Brasil (Aletria) foi premiado com o selo Seleção Cátedra-Unesco da PUC-Rio (produção de 2022).  e recebeu, da Fundação Nacional do Livro Infantil e Juvenil (FNLIJ), o selo Altamente Recomendável na categoria Reconto. 
Em 2019, Marco Haurélio foi agraciado com o título de patrono da 26ª Feira do Livro de Morro Reuter, uma das mais tradicionais do Rio Grande do Sul e recebeu, da Associação Eduardo Furkini, de Santos,  o prêmio Maryse Dalmaso, criado em reconhecimento às pessoas que, durante sua vida, se dedicaram a educar por meio da narração de histórias. Recebeu ainda, no dia 13 de dezembro de 2021, em sessão solene na Câmara Municipal de São Paulo, por indicação do Museu Casa Guilherme de Almeida, o Colar Guilherme de Almeida, por sua atuação em defesa da Literatura de Cordel e da tradição oral brasileira. Foi homenageado pelo coletivo Amigos das Histórias, de Brasília (DF), em encontro ocorrido entre os dias 16 e 19 de março de 2023, culminando com uma sessão solene na Câmara dos Deputados, no dia 17 do mesmo mês.

## Influências
Em sua obra é notória a influência de cordelistas do passado, a exemplo de Leandro Gomes de Barros, Manuel d'Almeida Filho, Minelvino Francisco Silva e Delarme Monteiro Silva. Muitos de seus cordéis têm raízes na tradição oral, o que se explica por sua atuação como pesquisador da cultura popular brasileira. Outro tema de sua predileção são as sagas mitológicas, que renderam livros como Os 12 trabalhos de Hércules (Cortez), A Saga de Beowulf (Aquariana) e a poesia épica O Herói da Montanha Negra, escrito originalmente em 1987 e incluído na obra Meus Romances de Cordel (Global Editora). A esse respeito escreveu a estudiosa Vilma Mota Quintela: "A referência à mitologia grega, nesse caso, vem a enriquecer o enredo de aventuras, chegando este  ao clímax em passagens como a da travessia do riacho Eterno pelo herói, que lembra a travessia do Aqueronte por heróis mitológicos como Hércules e Orfeu".
No campo da cultura popular, em especial o da tradição oral, segue os passos de estudiosos como Luís da Câmara Cascudo, Sílvio Romero,  Lindolfo Gomes e Ruth Guimarães, sendo responsável pela recolha de mais de duas centenas de contos populares, em sua maioria já catalogados e registrados em publicações como Contos e Fábulas do Brasil, Contos Folclóricos Brasileiros, O Príncipe Teiú e Outros Contos Brasileiros e Vozes da Tradição.

## Obra
Cordéis publicados pela Editora Luzeiro
| - Presepadas de Chicó e Astúcias de João Grilo - Os Três Conselhos Sagrados - História de Belisfronte, o Filho do Pescador - O Herói da Montanha Negra - A Idade do Diabo - Nordeste – Terra de Bravos - Foi Voando nas Asas da Asa Branca Que Gonzaga Escreveu a sua História (autor/organizador) | - História da Moura Torta - Serra do Ramalho – um Brasil que o Brasil Precisa Conhecer - Romance do Príncipe do Reino do Limo Verde - A Briga do Major Ramiro com o Diabo - As Três Folhas da Serpente - O Cordel – Seus Valores, Sua História (com João Gomes de Sá) - Florentino e Mariquinha no Tribunal do Destino |

Cordéis publicados pela Tupynanquim
- Galopando o Cavalo Pensamento
- Traquinagens de João Grilo
- A Maldição das Sandálias do Pão-Duro Abu Kasem
- As Três Folhas da Serpente (segunda edição)
- A Roupa Nova do Rei ou O Encontro de João Grilo com Pedro Malazarte (primeira edição)
- Peleja de Braulio Tavares com Marco Haurélio (Parceria com Braulio Tavares)

Outras publicações
- Cem Anos da Xilogravura na Literatura de Cordel (com Arievaldo Viana, Editora Queima Bucha)
- Câmara Cascudo: trinta anos de encantamento (Instituto Câmara Cascudo).
- A História de Perseu e Andrômeda (Cordelaria Flor da Serra, 2017).
- A Estrada do Medo (Cordelaria Flor da Serra, 2017).
- Aventuras do Cordel nos Sertões de Portugal (com José Santos, Editora Areia Dourada, 2018).
- A Lenda da Loira do Banheiro (com João Gomes de Sá, Rouxinol do Rinaré Edições, 2020).
- Marúsia e a Maldição do Vampiro (Rouxinol do Rinaré Edições, 2020).
- Balada de Pero e Isabel (Rouxinol do Rinaré Edições, 2020).
- O Tostão da Discórdia (com Pedro Monteiro, Rouxinol do Rinaré Edições, 2020).
- O Corcunda e o Zambeta (com João Gomes de Sá, Rouxinol do Rinaré Edições/Encontro com o Cordel®, 2023).
- Viva Deus e mais ninguém! (Rouxinol do Rinaré Edições/Encontro com o Cordel®, 2025).
- O Urubu-Rei e a princesa que não mentia (Rouxinol do Rinaré Edições/Encontro com o Cordel®, 2025).

Infantis, infantojuvenis e juvenis
| - O Príncipe que Via Defeito em Tudo. Ilustrações de Nireuda Longobardi (Acatu, 2008). - A Lenda do Saci-Pererê em Cordel. Ilustrações de Elma (Paulus, 2009). - A Megera Domada em Cordel. Ilustrações de Klévisson Viana (Nova Alexandria, 2009). - Os Três Porquinhos em Cordel. Ilustrações de Adriana Ortiz (Volta e Meia, 2011). - Lendas do Folclore Capixaba. Ilustrações de Eduardo Azevedo (Nova Alexandria, 2012). - Traquinagens de João Grilo. Ilustrações de Klévisson Viana (segunda edição, Paulus, 2009). - As Babuchas de Abu Kasem. Ilustrações de Rafael Limaverde (Conhecimento Editora, 2010). - O Conde de Monte Cristo em Cordel. Ilustrações de Klévisson Viana (Nova Alexandria, 2011). - História dos combates, amores e aventuras do valoroso cavaleiro Palmeirim de Inglaterra. Ilustrações de Jô Oliveira (FTD, 2011, com José Santos). - O Noivo Defunto e Outros contos de Mal-Assombro. Ilustrações de Severino Ramos (Claridade, 2011). - Os 12 Trabalhos de Hércules. Ilustrações de Luciano Tasso (Cortez Editora, 2013). - O Pobre que Trouxe a Sorte de Casar com uma Princesa. Ilustrações de Arlene Holanda (Armazém da Cultura, 2012). - A História de Amor de Pitá Moroti. Ilustrações de Veruschka Guerra (Volta e Meia, 2014). - Peripécias da Raposa no Reino da Bicharada. Ilustrações de Klévisson Viana (LeYa, 2013). - A Lenda do Batatão. Ilustrações de Jô Oliveira (SESI-SP Editora, 2013). - A História dos Dois Homens que Sonharam. Ilustrações de Bira Dantas (Giramundo, 2013). - A Saga de Beowulf. Ilustrações de Luciano Tasso (Aquariana, 2013). - Artes do Caipora em cordel. Ilustrações de Luciano Tasso (Paulus, 2013). - Lá Detrás Daquela Serra - quadras e cantigas populares. Ilustrações de Taisa Borges (Peirópolis, 2013). - Quem conta história de dia cria rabo de cutia. Ilustrações de Cláudia Cascarelli (Cortez Editora, 2014). - O Urubu-Rei e outros contos do Brasil (Volta e Meia, 2014). - Rei Lear em cordel. Ilustrações de Jô Oliveira (Amarylis, 2014). | - A Roupa Nova do Rei ou O Encontro de João Grilo com Pedro Malazarte. Ilustrações de Klévisson Viana (Volta e Meia, 2014). - Nem borboleta, nem cobra. Ilustrações de Júnior Caramez (Volta e Meia, 2015). - Brasil 12 x 12 Alemanha (Organizado por Hedi Gnadinger, Editora DSOP, 2014) com o conto Futebol na selva. - A Canção do Tio Dito. Ilustrações de Nireuda Longobardi (Paulus, 2015). - Mateus, Esse Boi é Seu. Ilustrações de Jô Oliveira (DCL, 2015). - Cordéis de Arrepiar: Europa. Ilustrações de Edu Sá (IMEPH, 2016). - Lucíola em cordel. Ilustrações de Luís Matuto (Amarylis, 2016). - São Paulo em Cordel (Obra coletiva). Ilustrações de Kazane (IMEPH, 2016). - Bafafá na Arca de Noé. Ilustrações de Anabella López (DCL, 2017). - O Cavaleiro de Prata. Ilustrações de Klévisson Viana (Editora de Cultura, 2017). - O Circo das Formas. Ilustrações de Camila de Godoy (Estrela Cultural, 2018). - O Encontro da Cidade Criança com o Sertão Menino. Ilustrações de Laerte Silvino (Editora do Brasil, 2018). - Tristão e Isolda em cordel (SESI-SP Editora, 2018). - João e o Pé de Feijão. Ilustrações de Lúcia Lemos (Estrela Cultural, 2019). - A Jornada Heroica de Maria. Xilogravuras de Lucélia Borges (Melhoramentos, 2019). - A Lenda do Teatro de Sombras. Ilustrações de Fernando Vilela (Paulinas, 2019). - Uagadu - uma Odisseia Africana (parceria com Arlene Holanda). SESI-SP Editora, 2021. - O Dragão da Maldade e a Donzela Guerreira. Xilogravuras de Lucélia Borges (Palavras, 2023). - Meus Primeiros Contos Populares. Ilustrações de Roberta Asse (Florear Livros, 2023). - A Tempestade em Cordel. Ilustrações de Jô Oliveira (Florear Livros, 2023). - Aventuras de Roldão, o paladino da França. Ilustrações de Jefferson Campos (Editora de Cultura, 2025). - As pipas de Portinari (vários autores). Coordenação de Leo Cunha e Fernanda Emediato. Ilustrações de Cândido Portinari (Troia, 2025). - Vamos todos cirandar (parceria com Lucélia Borges). Ilustrações de Aline Guimarães (Movimenta, 2025). |

Folclore, ensaios, antologias, ficção e estudos da poesia popular
| - Contos Folclóricos Brasileiros. Ilustrações de Mauricio Negro (Paulus, 2010). - Contos e Fábulas do Brasil. Ilustrações de Severino Ramos. (Nova Alexandria, 2011). - Breve História da Literatura de Cordel (Claridade, 2010). - Meus Romances de Cordel. Ilustrações de Luciano Tasso (Global Editora, 2011). - O príncipe Teiú e Outros Contos Brasileiros (DeLeitura, 2012). - Antologia do Cordel Brasileiro. Ilustrações de Erivaldo (antologia, org., Global Editora, 2012). - Literatura de Cordel: do Sertão à sala de Aula. Ilustrações de Marcelo Soares (Paulus, 2013). - Contos e Lendas da Terra do Sol (com Wilson Marques, Paulus, 2018). | - Olhos de Pedra (antologia poética, Pergunta Fixar, 2018). - Vozes da Tradição. Colaboração de Lucélia Borges. Ilustrações de Luciano Tasso (IMEPH, 2018). - Contos Encantados do Brasil. Ilustrações de Lucélia Borges (Aletria, 2022). - O Sonho de Lampião. Coautoria com Penélope Martins. Ilustrações de Lucélia Borges (Principis/Ciranda Cultural, 2022). - No tempo dos encantos: contos da tradição oral brasileira. Coautoria com Rogério Soares. Ilustrações de Luciano Tasso (Florear, 2024). - Cordéis para a vida inteira. Ilustrações de Lucélia Borges (Movimenta, 2025). |